# Єнгуразово
Єнгура́зово (рос. Енгуразово, ерз. Енгуразово) — село у складі Темниковського району Мордовії, Росія. Входить до складу Аксьольського сільського поселення.
Населення — 25 осіб (2010; 44 у 2002).
Національний склад (станом на 2002 рік):
- татари — 86 %